# Abdulaziz Al-Anberi
Abdulaziz Al-Anberi (àrab: عبد العزيز العنبري)  (Kuwait, 3 de gener de 1954) és un exfutbolista kuwaitià de la dècada de 1980.
Fou internacional amb la selecció de futbol de Kuwait amb la qual participà a la Copa del Món de futbol de 1982.
Pel que fa a clubs, destacà a Kuwait SC.